# Monoklina
Monoklina (od gr. mónos „jedyny”, klínō „pochylam”) – rozległy obszar, zbudowany z warstw skalnych nachylonych w jednym kierunku i pod mniej więcej jednakowym kątem (zazwyczaj niedużym).
W Polsce obszar o budowie monokliny występuje w postaci szerokiego pasa ciągnącego się od okolic Zielonej Góry po Kraków (tzw. monoklina przedsudecka na zachodzie oraz monoklina śląsko-krakowska na wschodzie).
Monokliny budują czasem asymetryczne progi nazywane kuestami.